# 单质
单质（elementary substance，simple substance）又稱單純物質、元素態物質，是由同一种元素的原子组成的纯净物；例如：氢气、硫磺、铁、碳皆是单质。元素在单质中存在时，称为该元素状态为“游离态”。单质在物理学上称为同核分子（homonuclear molecule），特指仅由一种元素组成的分子，所含原子可为不同数目，例如O2与O3。一种元素所能形成的同核分子的大小，取决于元素的性质；有些元素可形成不止一种尺寸的同核分子。最常见的同核分子是双原子分子，它由两个原子组成；但不是所有的双原子分子都是同核分子。
一般来说，单质的性质与其元素的性质密切相关。比如，很多金属的金属性都很明显，那么它们的单质还原性就很强。不同种类元素的单质，其性质差异在结构上反映得最为突出。
与单质相对，由多种元素组成的物质叫做化合物。
由於「單質」和「元素」在英語的簡稱均使用「element」，不少以英語學習的化學科學生會把這兩個概念混淆。

## 各种单质的结构差异

### 金属
固态金属以金属键结合成金属晶体，如金（Au）、银（Ag）、铜（Cu）、铁（Fe）、锡（Sn）等。为了保证晶体的稳定，原子采取密堆积形式。由于晶体内部有游离电子，所以金属都导电，而且比非金属更容易失去电子。

### 非金属和惰性气体
非金属单质一般以共价键结合成分子。常温下，很多非金属单质都以双原子分子形式存在，如氢气（H2）、氧气（O2）、氮氣（N2）等。一些元素还可形成多原子的分子，如臭氧（O3）、白磷（P4）、硫磺（S8）、巴克球（C60）等。
另一些非金属单质形成的原子晶体在常温下呈固态，而且较硬，如鑽石等。
惰性氣體的價電子層是滿的，所以它们們不需要结合成分子以使自己更稳定，因此它们在常溫常壓下都是單原子分子的氣體。
上述物質中都没有可自由移動的電子，因此它们都是电的不良導體。例外的是石墨，它具有特殊的层状結構，质地松軟，且可以導電。

## 同素异形体
同一种元素的不同种单质叫做同素异形体。
由于构成物质的原子（或分子）的排列不同，或原子的成键方式不同，使得同一种元素产生多种单质。各种同素异形体都是不同的物质，具有不同的物理性质，但化学性质不一定不同。

## 物理化学上的参照意义
在热力学中，以每种元素最稳定的单质的标准生成焓和标准生成自由能为0（熱力學第三定律），以此推算其他物质的热力学量。由于组成物质的元素只有一种，一般单质的标准熵比化合物低。
单质的氧化数视作0。

## 其他條目
- 化学
- 元素
- 化合物